# Medalha Hermann von Nathusius
A Medalha Hermann von Nathusius (em alemão:  Hermann-von-Nathusius-Medaille) foi estabelecida em 1928 pela Sociedade Alemã de Melhoramento Animal (Deutsche Gesellschaft für Züchtungskunde e.V. - DGfZ) em memória de Hermann Engelhard von Nathusius, um criador alemão de animais. A cerimônia de premiação geralmente anual homenageia personalidades que se destacaram na criação de animais ou conhecimento do produto.
A DGFZ foi fundada em 1905 como uma associação sem fins lucrativos. De acordo com seus estatutos, a sociedade deve servir o progresso nas áreas de criação animal, pecuária, nutrição animal, reprodução e saúde dos animais de fazenda em estreita cooperação entre a criação animal e a medicina veterinária.

## Recipientes
- 1930: Nicolaus Wychgram, Wybelsum b. Emden (1860–1941)
- 1932: Axel de Chapeaurouge, Hamburgo (1861–1941)
- 1932: Gustav Frölich, Halle (1879–1940)
- 1932: Johannes Hansen, Berlim (1863–1938)
- 1932: Heinz Henseler, Munique (1885–1968)
- 1936: Johannes von Gumppenberg, Berlim (1891–1959)
- 1936: Bernd von Kanne, Berlim (1884–1967)
- 1936: Carl Kronacher, Berlim (1871–1938)
- 1936: Karl Kürschner, Berlim
- 1936: Konrad Meyer, Berlim (1901–1973)
- 1936: Jakob Peters, Königsberg (1873–1944)
- 1937: Johann Ulrich Duerst, Berna, Suíça (1876–1950)
- 1937: Adolf Köppe, Norden (1874–1956)
- 1944: Wilhelm Zorn, Tschechnitz (1884–1968)
- 1947: Hans Gutbrod, Baviera (1877–1948)
- 1950: Jonas Schmidt, Hohenheim (1885–1958)
- 1954: André-Max Leroy, Paris, França (1892–1978)
- 1955: Richard Götze, Hannover (1890–1955)
- 1955: Wilhelm Niklas, Munique (1887–1957)
- 1957: Telesforo Bonadonna, Milão, Itália (1901–1987)
- 1957: Ludwig Dürrwaechter (Ministerialdirektor), Munique (1897–1964)
- 1957: John Hammond, Cambridge, Inglaterra (1889–1964)
- 1960: Jay Laurence Lush, Ames, Iowa, Estados Unidos (1896–1982)
- 1962: Carl Theodor Schneider, Hofschwicheldt (1902–1964)
- 1965: Malcolm Robert Irwin, Madison, Wisconsin, Estados Unidos (1897–1987)
- 1967: Werner Kirsch, Hohenheim, (1901–1975)
- 1975: Edwin Lauprecht, Göttingen (1897–1987)
- 1976: Franz Gerauer, Hartham, Baixa Baviera (1900–1987)
- 1979: Ivar Johansson, Djursholm, Suécia (1891–1988)
- 1981: Charles Roy Henderson, Ithaca, Estados Unidos (1911–1989)
- 1983: Walther Baier, Munique (1903–2003)
- 1983: Wolfgang von Scharfenberg, Wanfried (1914–2005)
- 1984: Fritz Haring, Göttingen (1907–1990)
- 1985: Heino Messerschmidt, Gokels (1915–1990)
- 1986: Harald Skjervold, As, Noruega (1917–1995)
- 1987: Dietrich Karl Ernst Fewson, Hohenheim (1925–2004)
- 1988: Hermann Bogner, Grub (1921–2012)
- 1988: Joachim Hahn, Hannover (1924–2019)
- 1989: Joachim Hans Weniger, Berlim (1925–2015)
- 1990: Hans Moser, Süßen, Baden-Württemberg (1926–2008)
- 1991: Horst Kräußlich, Munique (1926–2010)
- 1992: Rudolf Waßmuth, Gießen (* 1928)
- 1993: Hans Merkt, Hannover (1923–2001)
- 1994: Hans Otto Gravert, Kronshagen (1928–2015)
- 1995: Franz Pirchner, Innsbruck (1927–2019)
- 1996: Franz Schmitten, Bonn (1929–2011)
- 1997: Diedrich Smidt, Neustadt-Mariensee, Garbsen (1931–2018)
- 1998: Georg Schönmuth, Berlim (1928–2016)
- 1999: Gottfried Averdunk, Grub (1934–2011)
- 2000: Peter Glodek, Göttingen (* 1934)
- 2001: Gerhard von Lengerken, Halle (* 1935)
- 2002: Erhard Kallweit, Neustadt-Evensen (* 1936)
- 2003: Hans-Jürgen Langholz, Upleward (* 1935)
- 2004: Ernst Kalm, Kiel (* 1940)
- 2005: Dietmar Flock, Cuxhaven (* 1934)
- 2006: Leo Dempfle, Freising-Weihenstephan (* 1942)
- 2007: Ernst Lindemann, Berlim (* 1936)
- 2008: Franz Ellendorff, Neustadt-Mariensee (* 1941)
- 2009: Lawrence Schaeffer, Guelph, Kanada (* 1947)
- 2012: Manfred Schwerin, Rostock (* 1950)
- 2013: Eildert Groeneveld, Neustadt-Mariensee (* 1948)
- 2014: Georg Erhardt, Gießen (* 1950)
- 2015: Ernst Pfeffer, Bonn (1939–2017)
- 2016: Rudolf Preisinger, Cuxhaven (* 1957)
- 2017: Heiner Niemann, Neustadt-Mariensee (* 1953)[2][3]
- 2018: Theo Meuwissen, As, Noruega (* 1963)
- 2019: Karl Schellander, Bonn (* 1956)
- 2020: Hans Rudolf Fries, Munique
- 2021: Reinhard Reents, Verden